# Carter Starocci

Penn State Nittany Lions

Carter Alphonse Starocci (ur. 8 stycznia 2001) – amerykański zapaśnik walczący w stylu wolnym. 
Trzeci na MŚ U-23 w 2022 roku. 
Zawodnik Cathedral Preparatory School z Eire i Pennsylvania State University. Pięć razy All-American w NCAA Division I (2021-2025). Pierwszy w 2021, 2022,2023, 2024 i 2025. Outstanding Wrestler w 2025 roku.